# Sexy Voice and Robo
Sexy Voice and Robo (セクシーボイスアンドロボ?, Sekushī Boisu ando Robo) è in origine una serie seinen manga di Iou Kuroda pubblicata a partire dal 2000. Ne è stato tratto un dorama stagionale primaverile in 11 puntate di Nippon Television mandato in onda nel 2007. 

## Trama
La storia racconta le avventure di una ragazza quattordicenne di nome Nico, la quale usa la sua spiccata capacità di modificar il tono della sua voce per manipolare gli uomini che conosce attraverso l'enjo kōsai.
In questo modo impara molte cose riguardanti la natura umana e fa varie esperienze che altrimenti gli sarebbero rimaste precluse: giungerà a comprendere in profondità le persone esclusivamente attraverso le loro voci.
A questo punto un vecchio gangster viene a conoscenza di questa sua abilità e la assume nel tentativo di risolvere alcuni suoi casi personali: Niko sarà il primo che la ragazza si troverà a dover affrontare. 
Incontrerà poi un uomo di nome Ichiro, un otaku che ha un'ossessione nei confronti di tutti i modellini di robot giocattolo: Nico gli darà subito il nomignolo di "Robo" e i due inizieranno a far coppia ed indagare assieme. Dopo aver brillantemente risolto il suo primo caso Nico si autoproclama "Sexy Voice"

## Star ospiti del dorama
- Shido Nakamura - Mikkabōzu (ep1&ep11)
- Jun Murakami - Gotō (ep2)
- Yuu Kashii - Tsukiko Yamano (ep3)
- Miwako Ichikawa - Yoshiko Usami (ep4)
- Tomoka Kurokawa - Rei (ep5)
- Noriko Iriyama - Mika (ep5)
- Riisa Naka - Eri (ep5)
- Horan Chiaki - Yumiko (ep 5)
- Yukina Takase - Tomoe (ep5)
- Haruka Kinami - Manami (ep5)
- Ryo (attrice) - ZI (ep6)
- Kayoko Shiraishi - madre di Robo (ep6)
- Shigemitsu Ogi - Manabu (ep6)
- Moro Morooka - Hanbāgu (ep7)
- Satomi Kobayashi - Teruko (eps 8-9)
- Masako Motai - Megumi (eps 8-9)
- Rie Tomosaka - Emiri (eps 8-9)
- Eisuke Sasai - Kōn Shinoda (ep10)

## Episodi
1. Three Day Long Memory
2. Gobokura
3. Black-teethed Woman
4. Store of Patience
5. Almighty Ushimitsu
6. ZI
7. Mr. Hamburger
8. Puccini - Part 1
9. Puccini - Part 2
10. Sachiko
11. Robo